# Domingos Machado
Domingos Machado (? - ?) foi um administrador colonial português, foi governador do Grão-Pará de maio de 1654 a setembro de 1654.